# Rocca Cencia
Rocca Cencia är en frazione i kommunen Roma Capitale inom storstadsregionen Rom i regionen Lazio i Italien. Rocca Cencia är beläget i zonen Borghesiana i Municipio Roma VI.
Rocca Cencia är uppkallat efter familjen Cenci, som här ägde ett gods under 1500-talet.

## Kommunikationer
Busslinjer
- 055
- 501
- C9

### Webbkällor
- ”Municipio Roma VI” (på italienska). Comune di Roma. Arkiverad från originalet den 25 januari 2020. http://archive.md/FCWjj. Läst 25 januari 2020.